# Ohnivec černý
Ohnivec černý (Plectania melastoma (Sowerby) Fuckel 1870) je vzácná vřeckovýtrusá jarní houba, která roste na opadaných větvích a lesní hrabance.

## Synonyma
- Sarcoscypha melastoma Sow. 1796[1]

## Taxonomie
Odborné názvosloví shrnul Korf (Two bulgarioid genera: Galiella and Plectania. – Mycologia, New York, 49, 1957: 107–111 a Nomenclatural notes. 7. Family and tribe names in the Sarcoscyphineae (Discomycetes) and a new taxonomic disposition of the genera. – Taxon 19, 1970: 782–786), kde druhy s červenými apothecii řadí do rodu Sarcoscypha (Fr.) Boud. s typem Sarcoscypha coccinea a druhy s černými apothecii v souladu s pojetím Saccarda do rodu Plectania s typem Plectania melastoma (Sow. ex S. F. Gray) Fuck.

## Vzhled

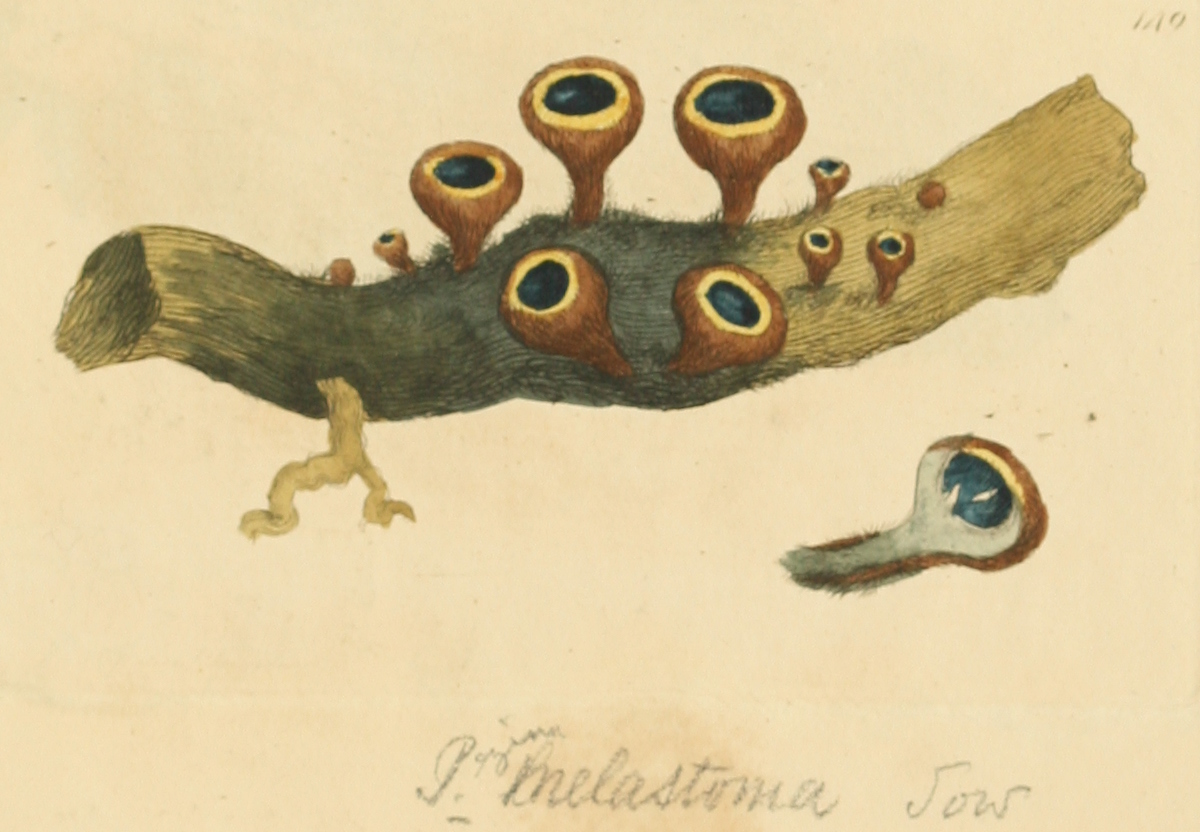
Ohnivec černý, ilustrace

### Makroskopický
Plodnice jsou 5–25 milimetrů široké, zprvu kulovité, na vrcholu otevřené drobným ústím, později nabývají pohárovitého tvaru s dovnitř zahrnutým okrajem, nakonec káčovité (opačně kuželovité). Někdy se směrem dolů zužují ve stopku, která může být až 10 milimetrů dlouhá. Se substrátem jsou spojené černavým pavučinovitým až filcovitým subikulem. Thecium má černou barvu a matný hladký povrch. Povrch plodnice je černý až hnědočerný, často rezavě zrnitý, zvlášť v oblasti ústí (inkrustované přehrádkovité chlupy). Dužnina má pružně gumovitou konzistenci.

### Mikroskopický
Výtrusy dosahují 21–28 × 10–12 μm, mají vřetenovitě eliptický tvar a hladký až jemně bradavčitý povrch.

## Výskyt
Ohnivec černý je saprotrof rostoucí ve skupinách z odumřelých větviček a kůry různých listnáčů a jehličnanů ukrytých v opadu. Objevuje se na dřevu a opadu smrků, borovic, jilmů, jalovce, růže, prýtů ostružiníku, vřesu, tlejících stoncích bylin, spáleništích, zřídka na šiškách a rašelině. Vyskytuje se v lesích a na lesních okrajích. Fruktifikuje v zimě a na jaře s vrcholem fruktifikace od března do června. Podle některých autorů se může objevovat až do srpna.

## Rozšíření
Na území současné České republiky roste vzácně s výjimkou okolí Prahy, kde je rozšířenější. Údaje o výskytu v Čechách v roce 1914 uváděl již Velenovský, z Moravy Šmarda v roce 1942. V rámci území České republiky byly publikovány mimo jiné nálezy spadající do následujících chráněných území:
- Český kras[5]
  - Kobyla[8] (okres Beroun)

## Ochrana
Ohnivec černý je vedený v Červeném seznamu hub (makromycetů) České republiky (2006) jako ohrožený druh (EN). O nálezech je vhodné informovat nejbližší mykologické pracoviště.